# Telmatobius marmoratus
Telmatobius marmoratus là một loài ếch trong họ Leptodactylidae.
Nó được tìm thấy ở Bolivia, Chile, Peru, và có thể cả Argentina.
Các môi trường sống tự nhiên của chúng là vùng đất ẩm có cây bụi nhiệt đới hoặc cận nhiệt đới, đồng cỏ ở cao nhiệt đới hoặc cận nhiệt đới, sông, và vùng đồng cỏ.